# Черро-Маджоре
Черро-Маджоре (итал. Cerro Maggiore) — город в Италии, в провинции Милан области Ломбардия.
Население составляет 14 230 человек (на 2004 г.), плотность населения составляет 1374 чел./км². Занимает площадь 10 км². Почтовый индекс — 20023. Телефонный код — 0331.
Покровителями города почитаются святители Корнелий, папа Римский, и Киприан, епископ Карфагенский, празднование 16 сентября. Покровительницей фракции Канталупо почитается святая Аполлония, празднование 9 февраля.

## Города-побратимы
- Бад-Нойштадт-ан-дер-Зале, Германия (2008)